# Jorge Bucay
Jorge Bucay (n. 30 octombrie 1949, Buenos Aires, Argentina) este un psihoterapeut gestalt, psihodramatist și scriitor argentinian. Cărțile sale s-au vândut în peste 2 milioane de exemplare în întreaga lume și au fost traduse în mai mult de 17 limbi.